# Гладкий, Матвей Иванович
Матве́й Ива́нович Гла́дкий (укр. Матвій Гладкий; 1610 (?) — 18 мая 1652) — миргородский и наказной черниговский полковник Войска Запорожского. Герой битв под Корсунем и Пилявцами (1648). Воспротивился выполнению условий Белоцерковского договора 1651 года и пытался стать гетманом. В 1652 году казнен по приказу Богдана Хмельницкого.